# لولا رودريغيز
لولا رودريغيز (مواليد 26 نوفمبر 1998 - ) هي ممثلة إسبانية من المتحولين جنسياً ومدافعة على حقوق المثليين في إسبانيا، بدأت عملية الانتقال في الثالثة عشرة.